# Le Revolver et la Rose
Pour plus de détails, voir Fiche technique et Distribution.
Le Revolver et la Rose est un film français réalisé par Jean Desvilles et sorti en 1971.

## Fiche technique
- Titre : Le Revolver et la Rose
- Réalisation : Jean Desvilles
- Scénario : Jean Desvilles
- Photographie : Bernard Paris
- Son : Paul Lainé
- Montage : Laurent Quaglio
- Musique : Georges Delerue
- Production : Tanit Productions
- Pays de production :  France
- Durée : 90 minutes
- Date de sortie : France - 4 octobre 1971[1]

## Distribution
- Michael Lonsdale
- Silvia Monfort
- Florence Giorgetti
- Noëlle Leiris